# Ulrich Knellwolf
Ulrich Knellwolf (* 17. August 1942 in Niederbipp, Kanton Bern) ist ein Schweizer Pfarrer und Kriminalschriftsteller.

## Leben
Ulrich Knellwolf wuchs in Zürich und Olten auf, besuchte die Kantonsschule in Solothurn und studierte dann Evangelische Theologie an der Universität Basel, der Rheinischen Friedrich-Wilhelms-Universität in Bonn und der Universität Zürich. 1990 wurde er mit einer Arbeit über Jeremias Gotthelfs erzählende Theologie (Gleichnis und allgemeines Priestertum. Zum Verhältnis von Predigtamt und erzählendem Werk bei Jeremias Gotthelf) in Zürich zum Dr. theol. promoviert.
Ab 1969 wirkte er als reformierter Pfarrer, zunächst in Urnäsch und Zollikon und schliesslich von 1984 bis 1996 an der Predigerkirche in Zürich. Danach war er bis zu seiner Pensionierung 2007 Mitarbeiter der Stiftung Diakoniewerk Neumünster Zollikerberg. 2006/2007 sprach er das „Wort zum Sonntag“ im Schweizer Fernsehen (SF).
Knellwolf ist seit den 1980er-Jahren vor allem wegen seiner Kriminalgeschichten bekannt. Seine Bücher wurden teilweise in verschiedene Sprachen übersetzt.
Er lebt in Zollikon.

## Werke (Auswahl)
- Roma Termini, Arche Zürich 1992 / Fischer Frankfurt a. M. 1994, ISBN 3-596-11796-8
- Tod in Sils Maria. 13 üble Geschichten, Zürich 1993 / Fischer Frankfurt a. M. 2009, ISBN 978-3-596-18052-3
- Klassentreffen. Kriminalroman, Zürich 1995 / Fischer Frankfurt a. M. 1997, ISBN 3-596-13420-X
- Adam, Eva & Konsorten. Sechzehn biblische Kriminalfälle, Jordan Zürich 1996, ISBN 3-906561-33-X
- Schönes Sechseläuten. Kriminalroman, Zürich 1997 / Fischer Frankfurt a. M. 1999, ISBN 3-596-14178-8
- Gotthelf – Augen-Blicke: Beiträge zu Leben und Werk; Fischer-Media Münsingen, 1997, ISBN 3-85681-375-6
- In Leiden und Sterben begleiten: kleine Geschichten, Zürich: Theologischer Verlag Zürich (TVZ), 2004, ISBN 3-290-17347-X
- Doktor Luther trifft Miss Highsmith. Geschichten, Zürich 1998 / Fischer Frankfurt a. M. 2000, ISBN 3-596-14571-6
- Auftrag in Tartu, Zürich 1999 / Fischer Frankfurt a. M. 2002, ISBN 3-596-14572-4
- Im Taxi nach Betlehem. Geschichten zur Weihnacht, KiK Berg am Irchel 2000, ISBN 3-906581-36-5
- Ein Protestant im Vatikan und 22 andere Geschichten aus der schweizerischen Kirchengeschichte, TVZ, 2000, ISBN 3-906561-38-0
- Den Vögeln zum Frass, Zürich 2001 / Fischer Frankfurt a. M. 2004, ISBN 3-596-14573-2
- Sturmwarnungen, Zürich 2004 / Fischer Frankfurt a. M. 2006, ISBN 978-3-596-14574-4
- Der liebe Gott geht auf Reisen. Weihnachtsgeschichten, Zürich 2004, ISBN 978-3-312-00345-7
- Erfüllte Zeit: neue Variationen zur Weihnachtsgeschichte, TVZ, 2008, ISBN 978-3-290-17503-0
- Ein roter Teppich für den Messias. Drei kurze Variationen zur Weihnachtsgeschichte, TVZ, 2005, ISBN 3-290-17376-3
- Der Zuckerbäcker von Bethlehem, Verlag am Eschbach, 2010, ISBN 978-3-86917-023-7
- Die Erfindung der Schweizergeschichte im Löwen zu Olten, Knapp Olten, 2010, ISBN 978-3-905848-33-5
- Mach dir keinen Reim. Gedichte von Gott, vom Tod und von der Auferweckung, TVZ, 2019, ISBN 978-3-290-18241-0
- Humus etc. Gedichte von der Schlaflosigkeit, vom Zorn und von der Erde, TVZ, 2021, ISBN 978-3-290-18372-1